# بول بوفير لابيير
بول بوفير لابيير (بالفرنسية: Paul Bovier-Lapierre)‏‏ (18 نوفمبر 1873 في غرونوبل - 26 مايو 1950 في بيروت) عالم إنسان، وعالم آثار من فرنسا.